# 賓士鎮市

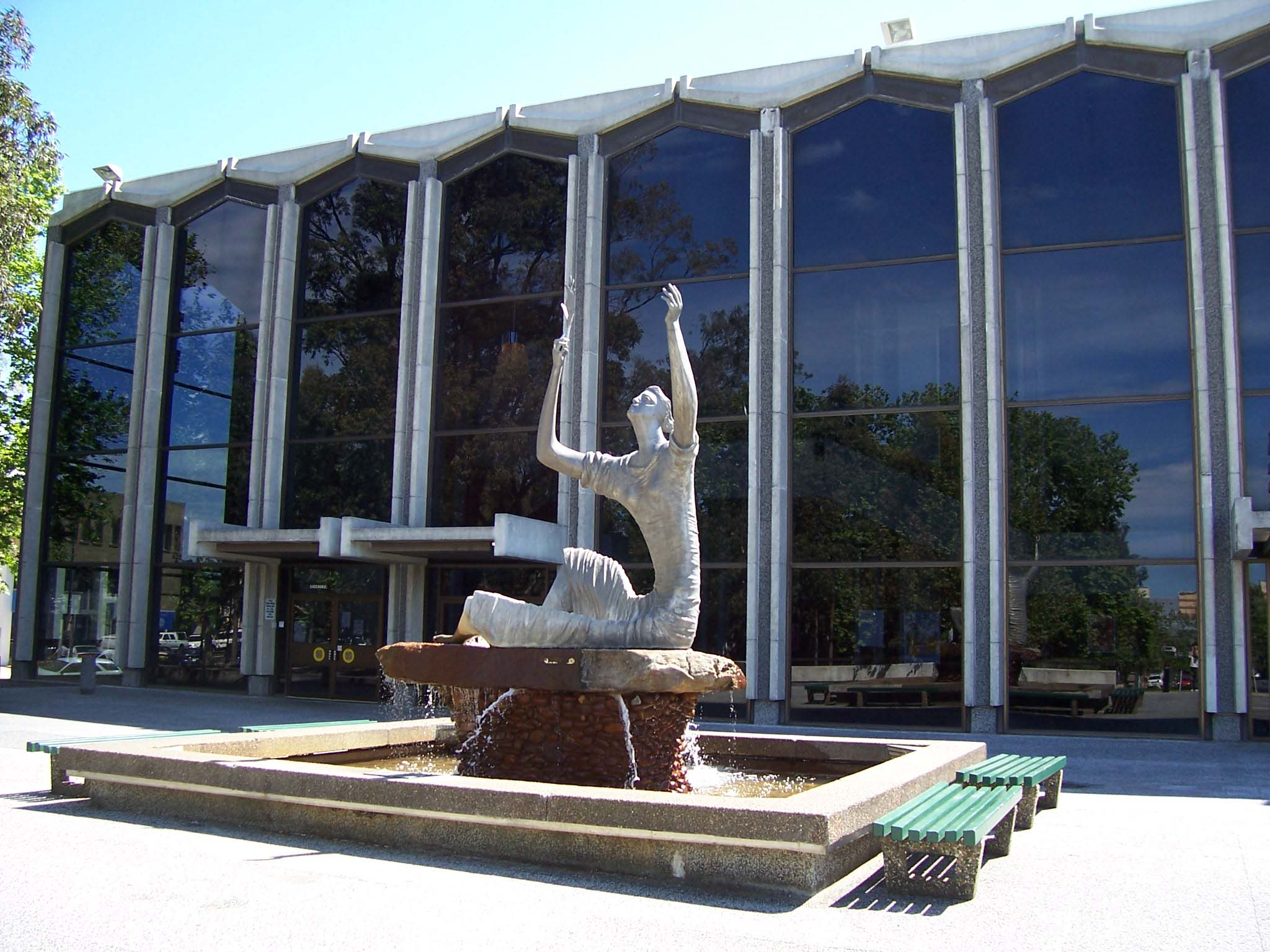
賓士鎮市政廳

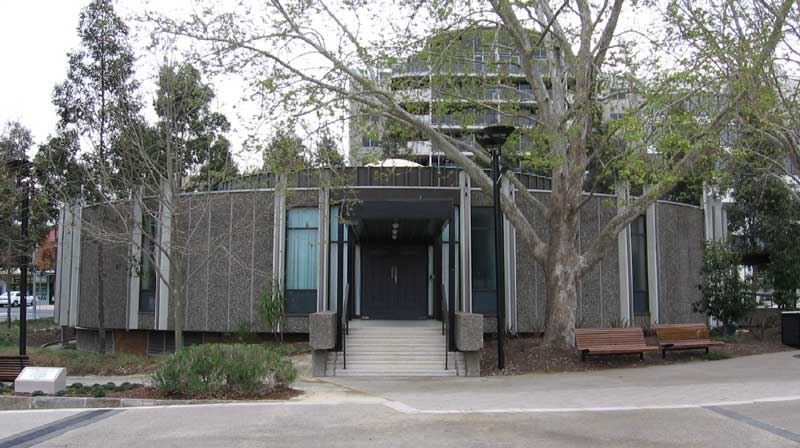
賓士鎮市議會

賓士鎮市（英語：City of Bankstown）為澳大利亚的一個地方政府。
根據2006年的州政府計劃「City of Cities plan for Sydney」，確認了賓士鎮市為西南悉尼地區的都心之一。

## 沿革
賓士鎮初由約翰·亨特總督1797年於植物學者約瑟夫·班克斯爵士之助下所設置；約瑟夫·班克斯爵士曾隨詹姆士·庫克船長航行澳大利亞沿岸。該地後來於喬治·貝斯與馬修·福林德斯一同探險喬治河時所發現。因此此地以班克斯之姓命名為“班克斯鎮”（Banks Town），即“賓士鎮”。今天的賓士鎮市所轄區在19世紀時的中心市鎮原為“愛爾蘭鎮”（Irish Town，今耶古纳（Yagoona）區），但由於當地鋪設火車綫時賓士鎮率先建造車站，因此市鎮移到今賓士鎮區，此區成爲賓士鎮市的市中心區。
1895年，賓士鎮成為自治市；1980年，於女皇伊麗莎白二世的見證下，升格為市。

## 政治
賓士鎮市議會有議席12個，全市分4選區，各區選出議員3名代表市民和納稅人問政；市長非直選。

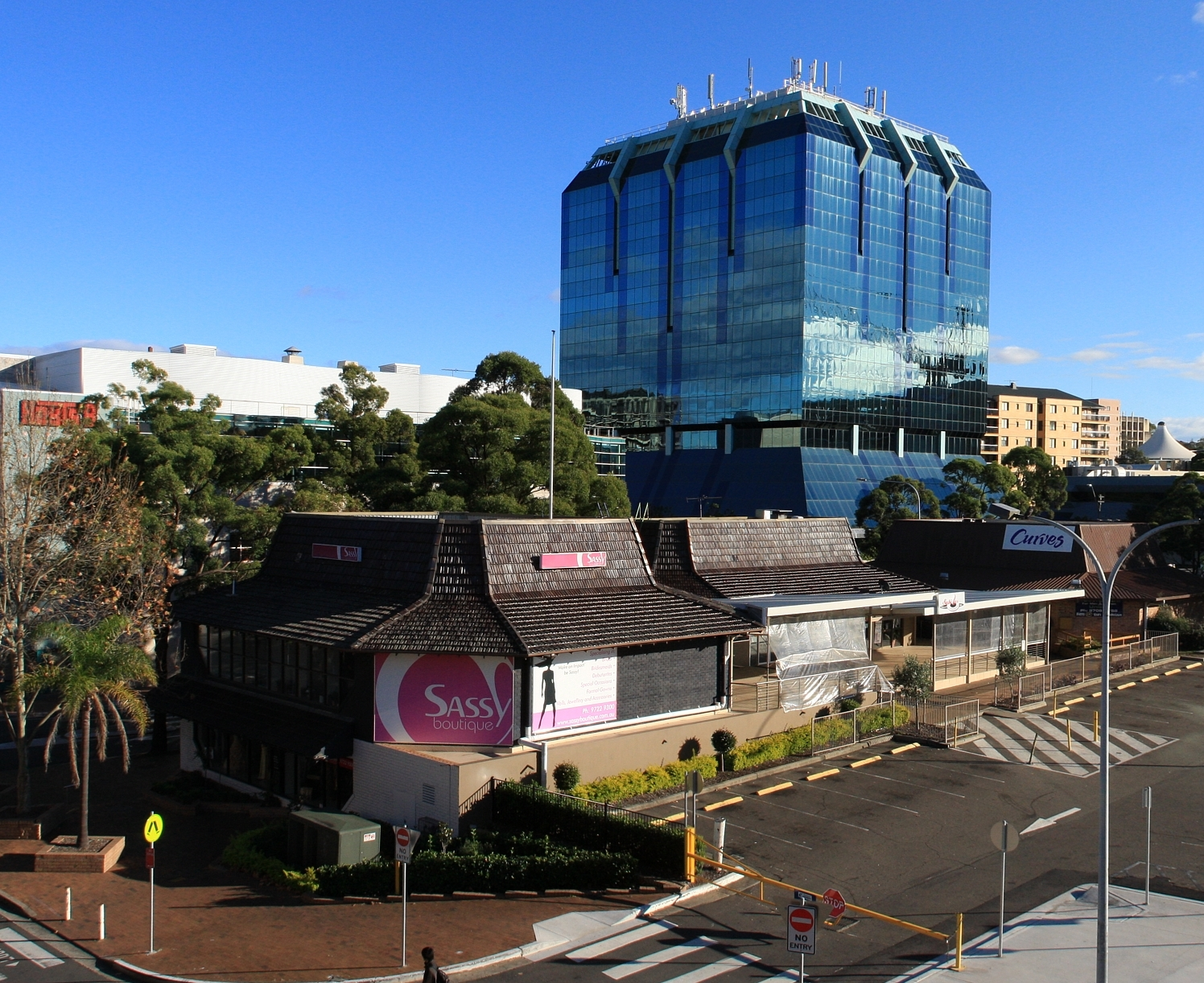
賓士鎮市的商業區建築

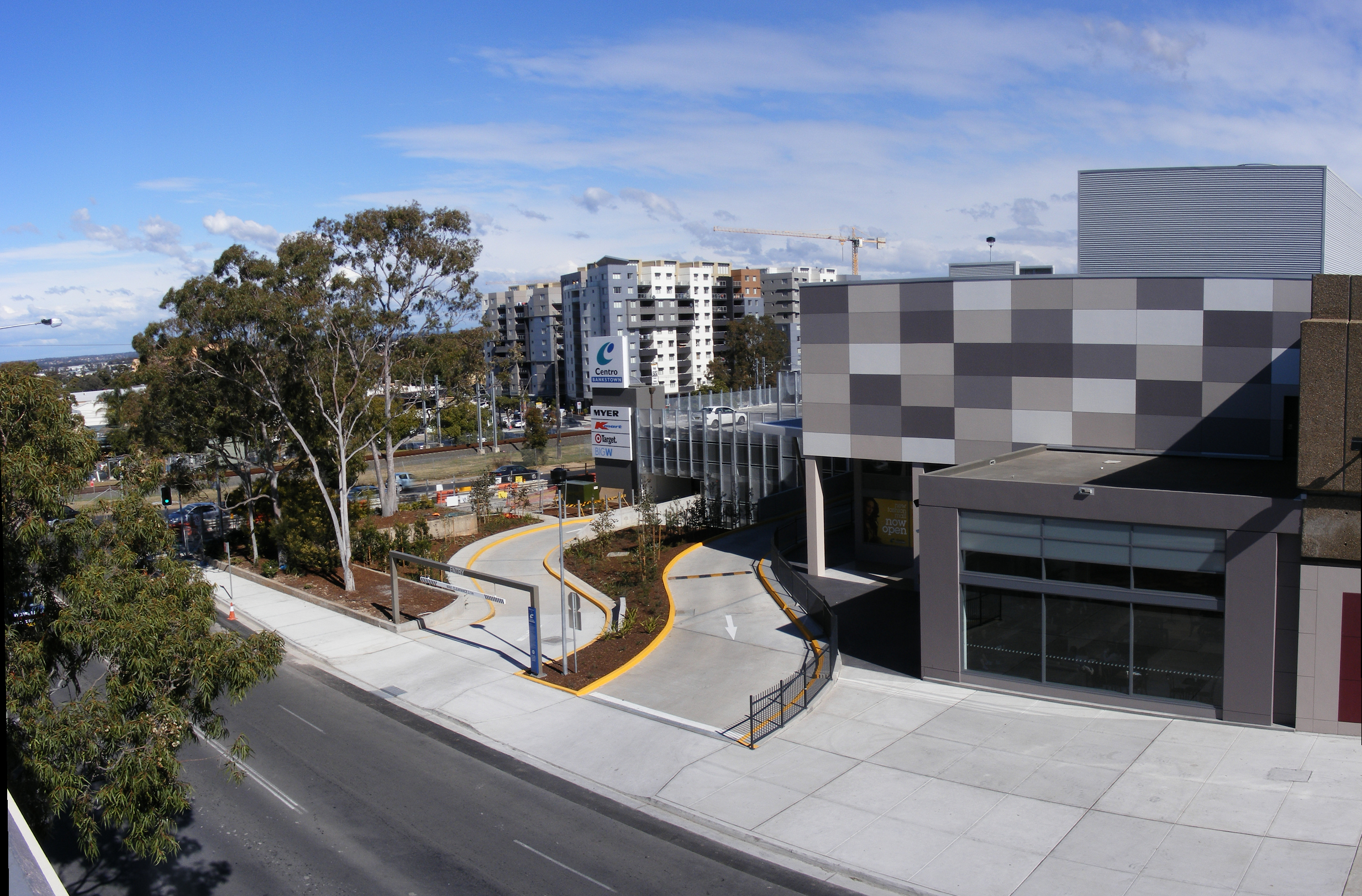
Centro Bankstown購物中心（2008年拍攝）

## 人口
市民有170,000人每一平方公里人口密度為2,283.5人，社區文化素以多元著稱。根據2006年人口調查，生於黎巴嫩者佔7.1%、越南6.3%、中華人民共和國2.4%、紐西蘭1.4%、希臘1.4%。除了英語，經常使用的語言包括了阿拉伯語、越南語、希臘語、廣東話、華語。主要宗教為天主教、英國國教、伊斯蘭教、東方正教與佛教。

## 娛樂與文化

### 活動
賓士鎮市政廳位於市中心。市內的各項重要文化活動終年皆於此舉辦，包括「澳大利亞日」和4月的「秋節」等皆自此發起。

### 公園

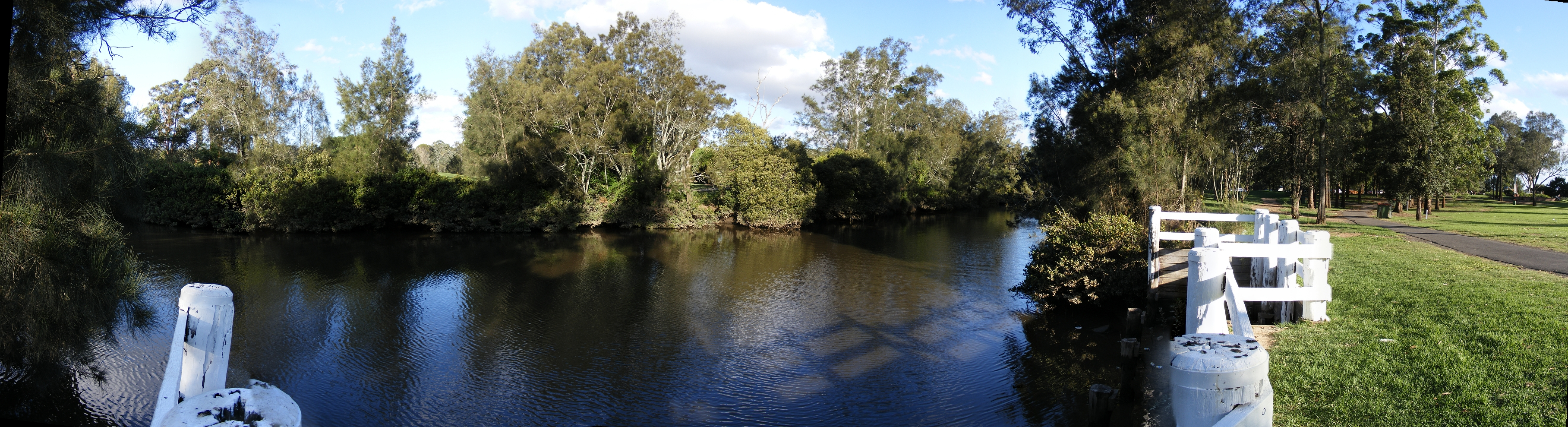
米蘭賓納區域公園

### 媒體
市內有兩家主要的報社：《The Express》和《The Torch》。後者比較以市內新聞為主，前者內容則傾向綜合賓士鎮和鄰市間打巴利；2BFM為市內的社區電臺。

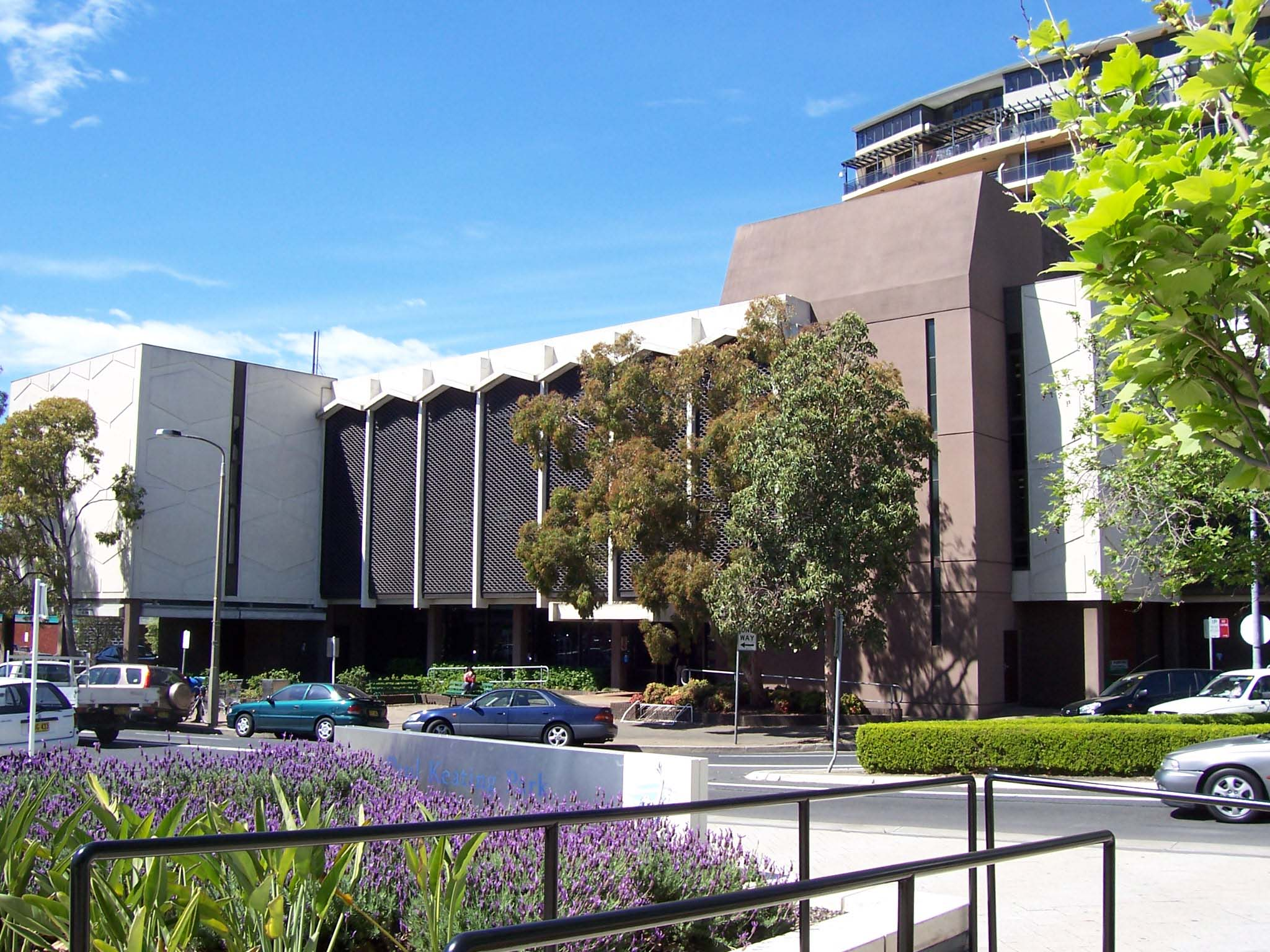
賓士鎮市中央圖書館，樓數三層，啟用於1983年

## 設施
市內的主要醫院為「Bankstown Lidcombe Hospital」，是個有454個床位的綜合醫院。主要教育設施則有西雪梨大學賓士鎮校區；有一座大型的中央圖書館和分館以服務賓士鎮市市民。
西雪大賓士鎮校區位於市內的米爾培拉區。自市內商業區前往，約5至10分鐘車程。是該校文學系、語言學系、人文學系的主要校區。除了專科學校（TAFE），市內有數所公私立高中在市區附近的可分為天主教會學校和伊斯蘭教會學校。
市內的第一所公立學校初建於1880年。1882年，第一屆入學學生有男49名，女36名；學費為219英鎊。首任校長為Dugald McLeod，執校務兼教學至1912年。爾後由於「北賓士鎮學校」的成立而被裁併。

## 交通
鐵路

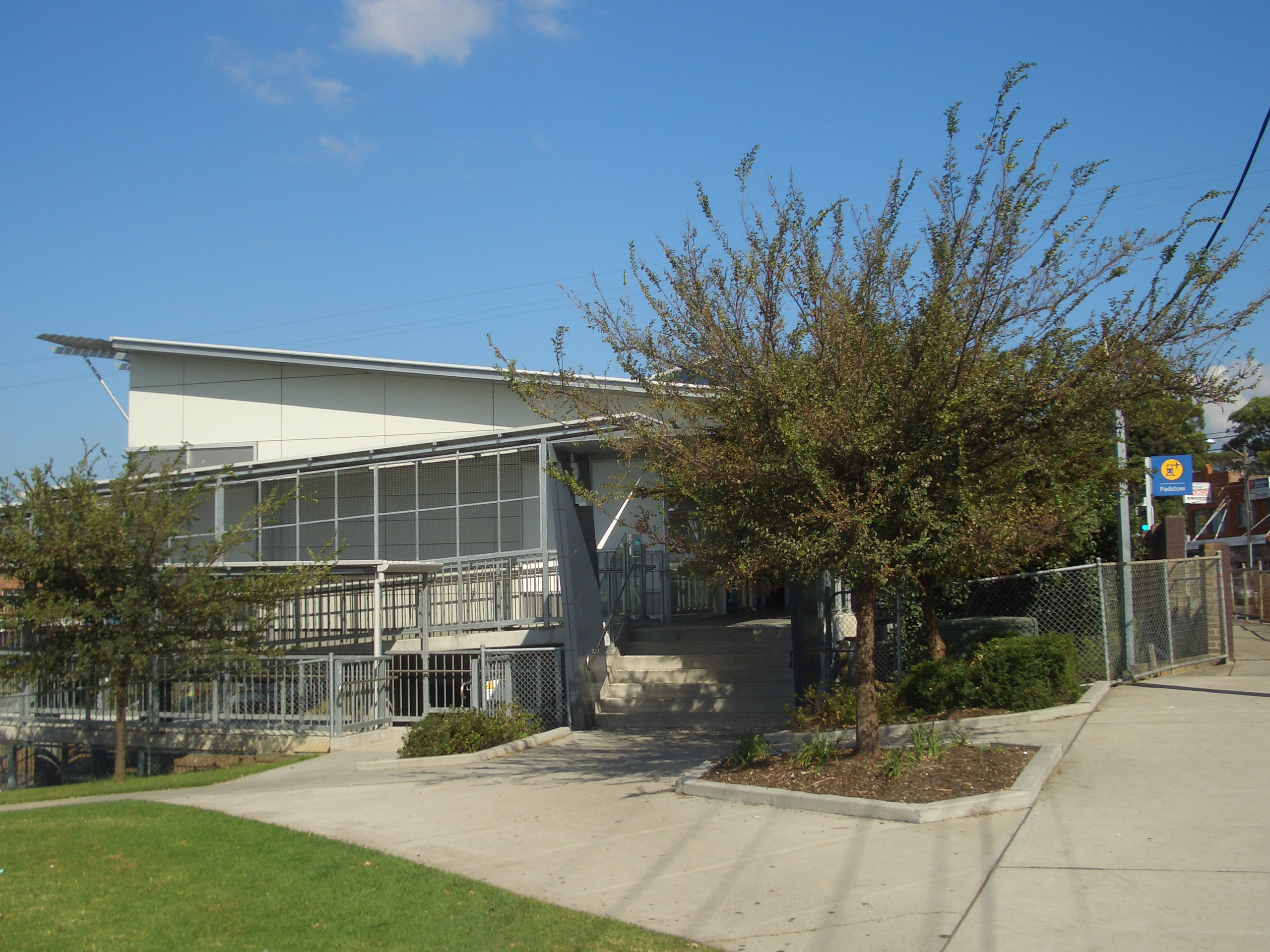
市內的Padstow車站

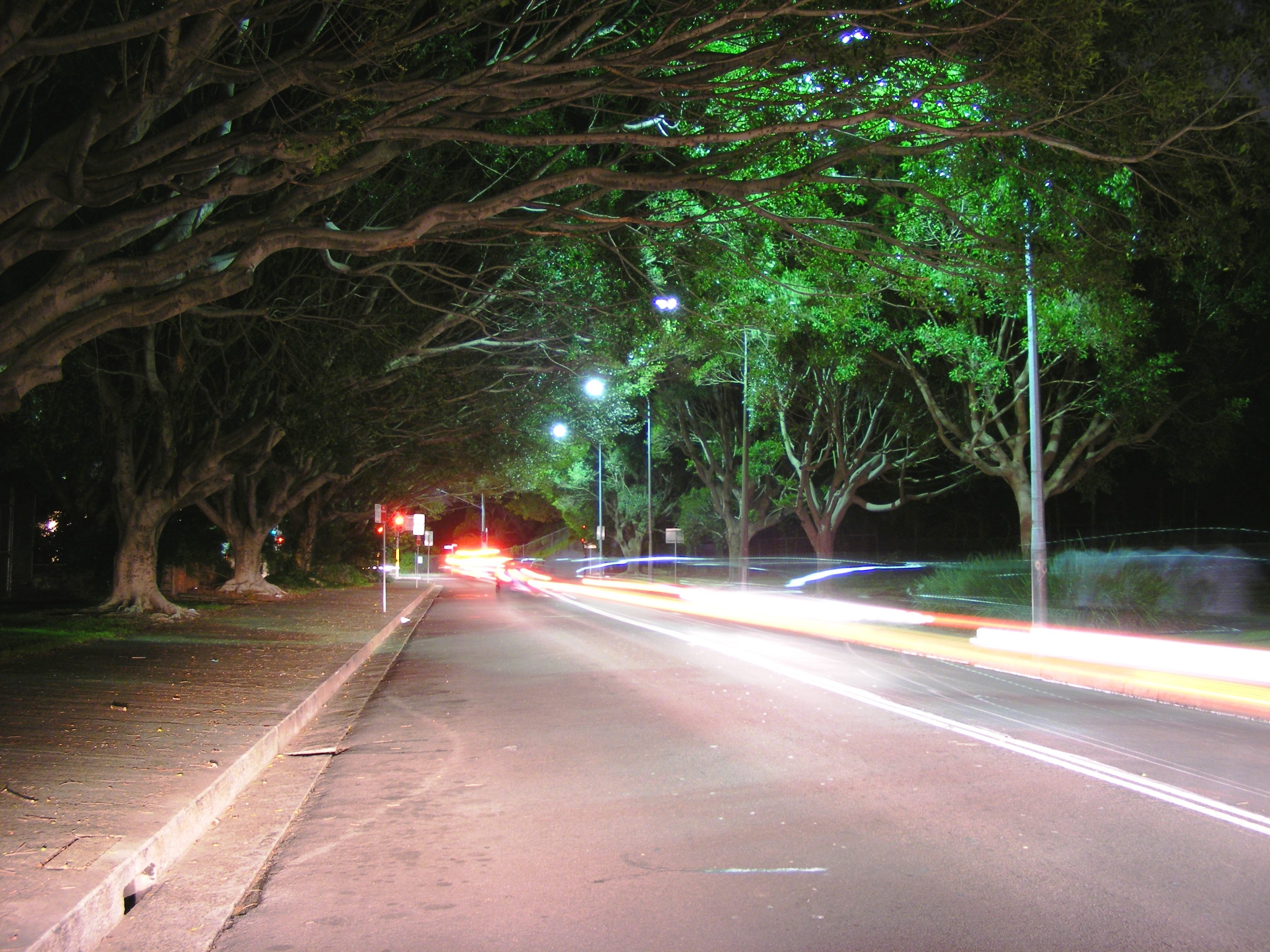
賓士鎮市內的奧林匹克遊行大道

鐵路在賓士鎮的發展史上，扮演著重要的任務。自鐵路延伸至賓士鎮市以來，市內的商業區即漸遷移至車站一帶。此外，賓士鎮市內有一個貨物集散站，為雪梨地區的最大貨運中心之一。
機場
賓士鎮機場是澳大利亞最繁忙的民用航空站；位於雪梨中央商業區之西，屬於聯邦政府所有。

## 市內名人
- Tahir Bilgiç：演員（Fat Pizza）[9]
- Bryan Brown：演員[10]
- Paulini Curuenavuli：第一屆「澳洲偶像」（Australian Idol）決賽入圍者，賓士鎮女子高中學生[11]
- Anh Do：澳大利亞越南裔演員（Fat Pizza）[12]
- Casey Donovan：第二屆「澳洲偶像」得獎人[13]
- 比列·賀文：足球員[14]
- 保羅·基廷：前任澳大利亞總理[15]
- 约翰·康拉兹：奧運金牌得主
- Terry Lamb：前澳大利亞橄欖球隊員與橄欖球聯盟職業球員[12]
- Akmal Saleh：喜劇演員與電台節目主持人[16]
- Vince Sorrenti：喜劇演員，賓士鎮男子高中學生[17]
- Jeff Thomson：板球運動員[18]
- 伊恩·索普：奧運游泳紀錄保持人與金牌得主[19]
- Melanie Roche：奧運銀牌得主
- Andrew與Michael Tierney：Human Nature樂團團員[12]
- Waugh兄弟：Steve與Mark：板球運動員[20]

## 姊妹市
- 新南威尔士州布罗肯希尔（1986年9月16日）[21]
- 日本大阪府吹田市（1989年3月）[21]
- 美國科羅拉多州科羅拉多泉（2001年7月13日）[21]
- 大韓民國首爾市陽川區（2002年9月）[21]
- 中華人民共和國石家莊市（2000年2月）[22]

## 外部連結
- 新南威爾斯州地方政府比較資訊 2000/2001年版 （页面存档备份，存于）
- 賓士鎮市政府官方網站
- 賓士鎮市：社區簡介
- 2001年人口調查 （页面存档备份，存于）
- 賓士鎮市政府檔案
- 展望社區未來 2003年版

33°55′S 151°02′E / 33.917°S 151.033°E